# Banda aeronáutica

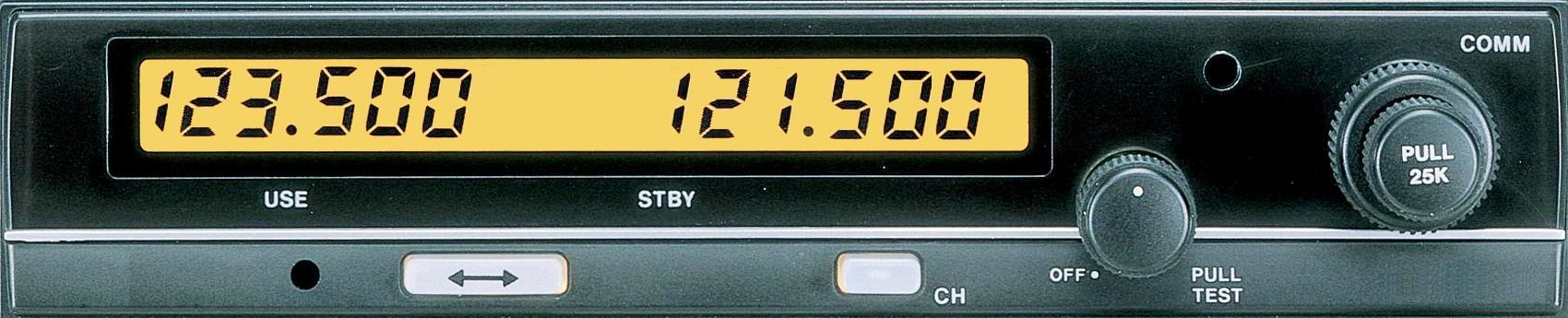
Una aeronave típica VHF radio. La exhibición muestra una frecuencia activa de 123.5 MHz y una frecuencia standby de 121.5 MHz. Las dos pueden intercambiarse utilizando el botón marcado con un doble-flecha encabezada. El control de sintonía no afecta la cantidad de frecuencia que se ocupa.

Banda aeronáutica o Airband es el nombre asignado a un grupo de frecuencias en el rango de VHF Es el espectro radiofónico destinado a la comunicación radiofónica en aviación civil, a veces también referido fonéticamente como "Victor". Las secciones inferiores de la banda son utilizadas para radioayuda y para control de tráfico aéreo.
En la mayoría de países se requiere una licencia para operar banda aeronáutica; y tanto el equipamiento como el operador se examinan para observar su apego a procedimientos, lengua y el uso del alfabeto por palabras.

## Espectro de frecuencias

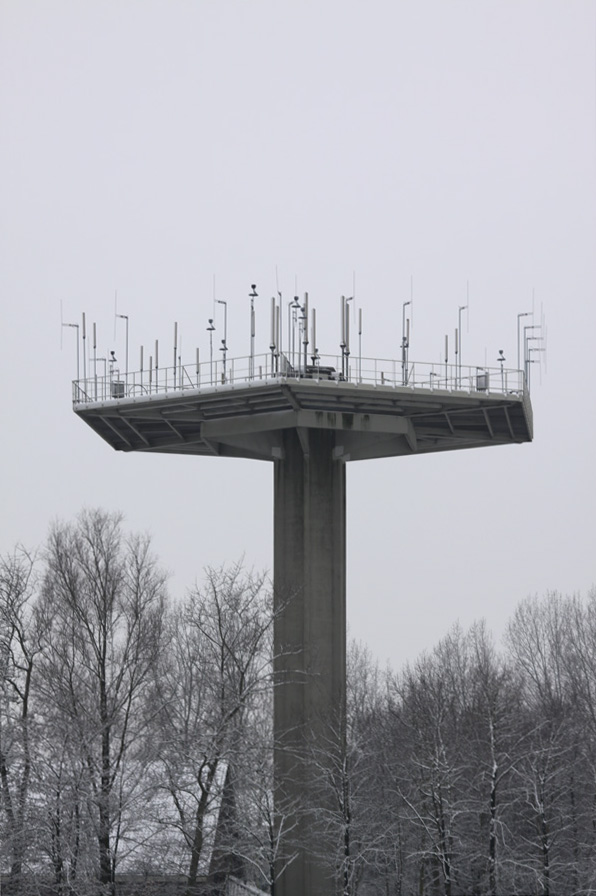
Variedad de antena en Aeropuerto de Ámsterdam Schiphol

La banda aeronáutica utiliza las frecuencias entre 108 y 137 MHz. Los primeros 10 MHz de la banda,  108-117.95 MHz, está repartido en 200 canales de 50 kHz. Estos están reservados para radioayudas a la navegación, como radiobalizas VOR, y sistemas de aproximación de precisión como localizadores ILS.
A 2012,  la mayoría de países dividen los 19 MHz superiores en 760 canales para transmisiones de voz de modulación de amplitud, en frecuencias de 118-136.975 MHz, en bandas de 25 kHz. En Europa,  está deviniendo común dividir aquellos canales en tres partes (8.33 kHz el canal que espacía), potencialmente permitiendo 2,280 canales, si bien la falta de coordinación entre las autoridades aeronáuticas de los diferentes estados europeos ralentiza el proceso.
El alcance típico de frecuencias de transmisión para un avión a una altitud de 35.000 pies (10,6 km) es de aproximadamente 200 millas (322 kilómetros) por el buen tiempo
Para la comunicación en el rango de la Banda aeronáutica se utiliza la AM, modulación de amplitud, A3E (portadora y doble banda lateral), y banda lateral única J3E con portadora suprimida en UHF. Además de ser simple, eficiente en el uso de la energía y compatible con equipos antiguos, AM y SSB permiten que las estaciones más fuertes se sobreimpriman sobre las estaciones más débiles o interferentes. Además, este método no sufre el "efecto de captura" típico de la FM. Incluso si un piloto está transmitiendo, una torre de control puede "hablar sobre la transmisión" y otras aeronaves escucharán una mezcla un tanto confusa de ambas transmisiones, en lugar de solo una o la otra. Incluso si ambas transmisiones se reciben con una intensidad de señal idéntica, se oirá un heterodino a diferencia de un sistema de FM donde sólo se oye la señal con mejor recepción, anulándose totalmente la señal débilmente recibida. 

## Uso no autorizado
Es ilegal en muchos países transmitir en la banda aeronáutica sin una licencia adecuada a pesar de que una licencia individual no puede ser requerida para el caso de los EE. UU. (donde las estaciones de aeronave están "autorizadas por regla.".). En muchos países, los controles también restringen comunicaciones en banda aeronáutica. Para el caso de Canadá, la banda aeronáutica en las comunicaciones están limitadas a aquellos autorizados para "la seguridad y navegación de una aeronave; la operación general de la aeronave; y el intercambio de mensajes en nombre del público". Además, una persona puede operar un aparato radiofónico sólo para transmitir una señal "no-superflua" o una señal que no contenga radiocomunicaciones obscenas."
Escuchar a las frecuencias de banda aeronáutica sin una licencia es también delito en algunos países, incluyendo el Reino Unido, aunque la aplicación puede variar. Tal actividad ha sido el tema de situaciones internacionales entre gobiernos, pues existen casos en que los viajeros extranjeros llevan equipamiento con bandas aeronáuticas a aquellos países en que se prohíbe la posesión y uso de tal equipamiento.